# ناحیه پدر
ناحیه پدر (به لاتین: Pader District) یک منطقهٔ مسکونی در اوگاندا است که در استان شمالی، اوگاندا واقع شده‌است. ناحیه پدر ۳٬۳۶۲٫۵ کیلومتر مربع مساحت و ۲۳۱٬۷۰۰ نفر جمعیت دارد.